# فيليكس برييتو
فيليكس برييتو (بالإسبانية: Félix Prieto)‏ هو لاعب كرة قدم إسباني في مركز الهجوم، ولد في 24 مايو 1975 في شلمنقة في إسبانيا. لعب مع خيمناستيك طركونة وريال مدريد ج وسيوداد دي مورسيا ونادي ألكويانو ونادي أليكانتي ونادي ريوس ديبورتيو ونادي نوفيلدا.